# UoSAT 3
UoSAT 3 (auch UoSAT-OSCAR 14) ist ein britischer Amateurfunksatellit.
Er wurde an der University of Surrey in Guildford gebaut und am 22. Januar 1990 als Sekundärnutzlast zusammen mit dem französischen Erdbeobachtungssatelliten SPOT 2 und fünf anderen Amateurfunksatelliten mit einer Ariane-40-Rakete am Raumfahrtzentrum Guayana (Rampe ELA-2) in einen Low Earth Orbit gestartet.
Der Satellit wurde für Packet Radio verwendet, später aber als Relaisstation für FM-Sprechfunk umkonfiguriert. Obwohl der Satellit nur für eine Betriebsdauer von drei Jahren ausgelegt war, blieb er knapp 14 Jahre in Betrieb, bis ein Nickel-Cadmium-Akkumulator versagte, und der Repeater nicht mehr genügend Energie bekam.
Die COSPAR-Bezeichnung des Satelliten lautet 1990-005B.